# Utphe
Utphe is een plaats in de Duitse gemeente Hungen, deelstaat Hessen, en telt 647 inwoners (2007).